# 임팩트 트위치 스페셜
임팩트 트위치 스페셜은 2018년부터 트위치 TV를 통해 방송되는 임팩트 레슬링의 스페셜 이벤트이다.

## 에피소드

### 2018년
1. 2월 : 브레이스 포 임팩트
2. 3월 : 라스트 챈서리
3. 4월 : 레슬콘